# Голубая лагуна (фильм, 1980)
«Голуба́я лагу́на» (англ. The Blue Lagoon) — американский художественный фильм 1980 года, робинзонада. Экранизация одноимённого произведения Генри Де Вер Стэкпула.

## Сюжет
Действие картины происходит в викторианские времена. Сюжет развивается на далёком необитаемом острове в тропических широтах. После кораблекрушения на шлюпке выживают трое людей — старый кок Пэдди Баттонс и двое маленьких детей: мальчик Ричард и девочка Эммелин, его кузина. Отец Ричарда и другая часть команды корабля тоже спаслись, но потеряли друг друга в дыму от мощного взрыва пороха в погребе корабля.
Старый кок обучал детей всему, что им может пригодиться для того, чтобы выжить в условиях дикой природы. К счастью, хищников на острове не было, зато было много плодов и мелкой живности, кроме того, они нашли на острове большую бочку с ромом и останки незахороненных людей. Через какое-то время кок внезапно умер (во время очередной своей пьянки), и герои остались на острове вдвоём. Прошли годы, дети выросли, полюбили друг друга и стали испытывать сексуальное влечение друг к другу. У них родился сын, хотя герои не понимают, как связана сексуальная близость с рождением ребёнка. Поначалу Эммелин и Ричард строили планы того, как покинуть остров, но постепенно примирились со своим существованием на острове. Когда мимо их острова проплывает корабль со спасательной экспедицией во главе с отцом Ричарда, все эти годы искавшим потерянного сына, они оставляют своё существование в тайне.
Вскоре после этого их случайно унесло на шлюпке в открытое море. И, чтобы избежать мучительной смерти, герои по взаимному согласию решают отравиться сорванными ягодами, после того как несколько съедает их сын. Шлюпку обнаруживает экспедиция отца Ричарда. Когда моряк забирается в шлюпку с терпящими бедствие, отец спрашивает: «Они мертвы?». Моряк отвечает: «Нет, сэр, они спят».

## В ролях
- Брук Шилдс — Эммелин
  - Элва Джозефсон — юная Эммелин
- Кристофер Аткинс — Ричард Лестрендж
  - Гленн Коэн — юный Ричард
- Лео Маккерн — Пэдди Баттон
- Уильям Дэниелс — Артур Лестрендж

Список потенциальных кандидатов на главные роли были очень большим, главным образом из-за того, что многие актёры отказались сниматься, так как по замыслу Рэндла Клайзера пара главных героев на протяжении всего своего экранного времени должны были ходить частично или вообще целиком обнажёнными. В числе отказавшихся были и Мэтт Диллон с Дженнифер Джейсон Ли, которые были изначальными выборами Клайзера на роли взрослых Ричарда и Эммелин, соответственно. В итоге буквально накануне съёмок ему удалось уговорить сняться Брук Шилдс и Кристофера Аткинса — Шилдс, которой на тот момент было всего 14 лет, было обещано, что для сцен с полной обнажённостью будут использоваться дублёры, а от Аткинса потребовалось завить волосы.

## Съёмки
Фильм снимался главным образом на Ямайке и на острове Нануя Леву (Республика Фиджи, группа островов Ясава).

## Награды и номинации
- Брук Шилдс получила антипремию «Золотая малина» в номинации «Худшая актриса года». При этом она была номинирована как лучшая актриса года на премию «Молодой актёр».
- Кристофер Аткинс получил номинацию на премию «Золотой глобус» в категории «Лучший актёрский дебют в мужской роли».
- Номинация на «Оскар» в категории «Лучшая операторская работа».